# 와이BOP 유나이티드
와이BOP 유나이티드(WaiBOP United)는 뉴질랜드 해밀턴을 연고로 하는 축구단이었다. 2004년에 창단되어 2016년에 해체되었으며, ASB 프리미어십에서 뛰었었다. 또한 케임브리지의 John Kerkhof Park에서 홈 경기를 치렀다. 클럽의 소셜 미디어 계정은 현재 비활성화 상태이다.
이 클럽은 와이카토-베이 오브 플렌티 풋볼의 지역 대표였으며 또한 베이오브플렌티 지역의 로토루아와 마운트 마웅가누이에서 홈 경기를 치렀다. 2008년과 2010년 사이에 와이카토 FC는 나루아와히아의 센테니얼 파크에서 뛰었으며 그 이전에는 와이카토 스타디움에서 뛰었다.
2014-15 시즌부터 구단은 와이카토와 베이오브플렌티를 더 잘 표현하기 위해 색상과 키트를 빨간색과 파란색으로 변경했다.